# Савосин, Вячеслав Иванович
Вячеслав Иванович Савосин (14 января 1938, Москва — 2 октября 2014, там же) — советский и российский художник, заслуженный художник Российской Федерации, мастер живописи и графики, работавший в разных жанрах, тематических блоках, стилистических направлениях изобразительного искусства.

## Биография
Родился 14 января 1938 года в г. Москве, жил на Тверском бульваре.
Отец — Иван Сергеевич Савосин (1902—1965), мать — Анна Фёдоровна Игонина (1905—1982). Брат — Олег Иванович Савосин. Жена — Наталия Алексеевна Савосина (Барихина) (1941—2016).
Дети: дочь - Савосина Мария Вячеславовна (1976 г.р) от брака с Бурмистровой Антониной Афанасьевной (1937 г.р), проживают в Москве.
Внуки: Савосин Александр Александрович (2003 г.р), Лебедева Анастасия Павловна (2011 г.р), проживают в Москве.
В 1960 году окончил художественно-графический факультет МГПИ имени Ленина и начал работу в Комбинате графического искусства Московского союза художников. С 1964 г. — член Московского отделения Союза художников СССР.
Творческий путь В. И. Савосина начинался в 60-е годы, времени расцвета линогравюры. Простота решения, монументальность, поиск современного графического выражения становятся основными характерными признаками гравюр Вячеслава Савосина. В этот период он создает серию портретов: Хемингуэя, Блока, Маяковского, Багрицкого и др., отмеченных не только в профессиональных кругах, но и широкой общественностью. Так, портреты Маяковского (1963 г.) и Багрицкого (1963 г.) были удостоены премии МОСХА как лучшие произведения года.
В. И. Савосин ввёл в художественный обиход и утвердил практикой трех-четырехцветный портрет в линогравюре. Широко известны выполненные им в этой технике портреты Айвазовского, Гоголя, Есенина, Ахматовой, Сурикова, Левитана, Достоевского.
Одновременно Вячеслав Савосин занимался живописью. Но впервые выставил свои полотна только в 1987 г. и, по словам известного московского художника и писателя Никиты Иванова, "с тех пор он признанный мастер живописи с весьма многогранным и блистательным «графическим прошлым».
В. И. Савосин принадлежал к сообществу «шестидесятников». Эта атмосфера, круг общения (друзьями В. И. Савосина были Левон Кочерян, Владимир Высоцкий, Владимир Акимов, Михаил Туманишвили, Всеволод Абдулов и другие представители московской творческой элиты) оставили отпечаток в творчестве В. И. Савосина. «…На полотнах была Москва: То улыбчивая, с ребячьими шариками, то дождливая. Но не хмурая, а умытая, отражающаяся в мокрых тротуарах, с легким ироничным штрихом — пивной бочкой в окружении непременной очереди». (В.Акимов. Из книги «Вячеслав Савосин. Живопись, графика». — М., Московский союз художников. 2006 г.).
Участник более 150 выставок: групповых, персональных, городских, республиканских, всесоюзных и зарубежных (Австралия, Германия, Франция, Австрия, Финляндия, Япония). Работы В. И. Савосина находятся в Третьяковской галерее, Музее изобразительных искусств им. А. С. Пушкина, в других отечественных музеях, а также в музеях и частных коллекциях многих стран мира: Германии, Франции, США, Кубы, Нидерландов, Швейцарии, Австрии, Финляндии, Южной Кореи и др.
Автор сборника стихов «Поэтические размышления художника» (М., 2003).
Скончался 2 октября 2014 года. Похоронен на Востряковском кладбище Москвы.